# 天主教梅魯教區
天主教梅魯教區（拉丁語：Dioecesis Meruensis）是肯亞一個羅馬天主教教區，屬涅里總教區。
教區前身是一個宗座監牧區，成立於1926年3月10日，1953年5月7日升為教區。
教區包括梅魯縣和薩拉卡-尼蒂縣。2004年有737,821名教友（佔轄區總人口34.3%）、四十個堂區、138名司鐸。現任教區主教為撒肋爵·穆甘比。